# Parachordodes pustulosus
Parachordodes pustulosus är en tagelmaskart som först beskrevs av Baird 1853.  Parachordodes pustulosus ingår i släktet Parachordodes och familjen Chordodidae. Inga underarter finns listade i Catalogue of Life.